# Bomolocha megaspila
Bomolocha megaspila là một loài bướm đêm trong họ Noctuidae.